# Хагедаш
Хагедаш, или великолепный ибис (лат. Bostrychia hagedash) — африканская птица из семейства ибисовых.

## Описание
Хагедаш длиной 65—76 см и весом примерно 1,25 кг. В зависимости от подвида окраска оперения варьирует между серым и оливково-коричневым цветом, верховые крылья зелёные с металлическим блеском. В противоположность многим другим ибисам у него нет выделяющихся перьев хохла. Вниз согнутый клюв окрашен также, как и оперение.

## Подвиды
Международный союз орнитологов выделяет три подвида:
- B. h. brevirostris (Reichenow, 1907)
- B. h. hagedash (Latham, 1790)
- B. h. nilotica (Neumann, 1909)

## Распространение
Хагедаш относительно часто встречается в восточной и южной Африке к югу от Сахары. Он распространён также в Западной Африке, только несколько реже.

## Поведение

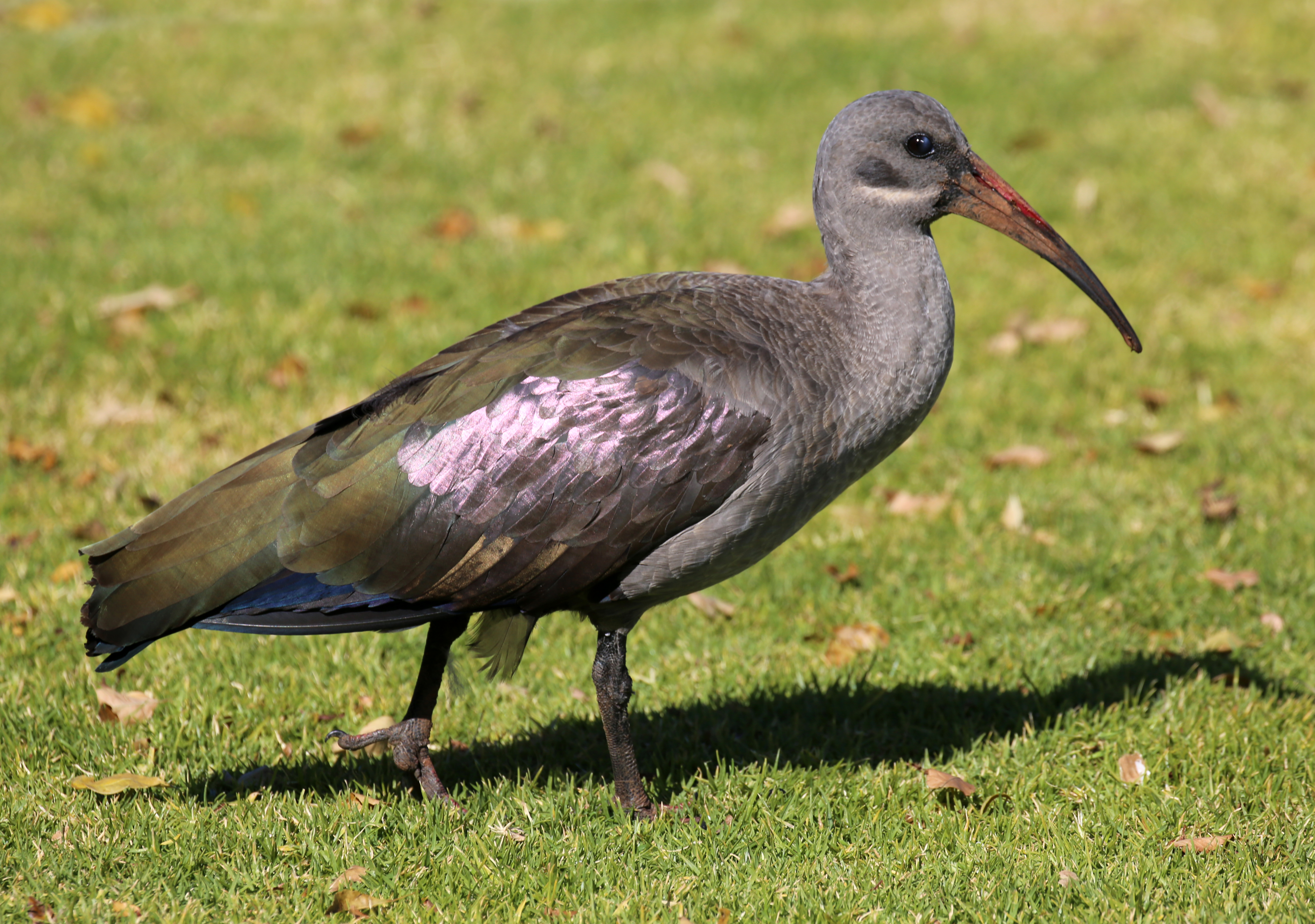

Как и большинство ибисов, хагедаш также общительная птица. В стае, как правило, от 5 до 30 особей, иногда до 200. Птицы часто издают характерный громкий призыв.

## Питание
Питание хагедаша состоит из насекомых и их личинок, червей, улиток и их яиц, саранчи, пауков, реже также из маленьких млекопитающих, рептилий и амфибий. Птица ищет корм, прочищая своим клювом землю.

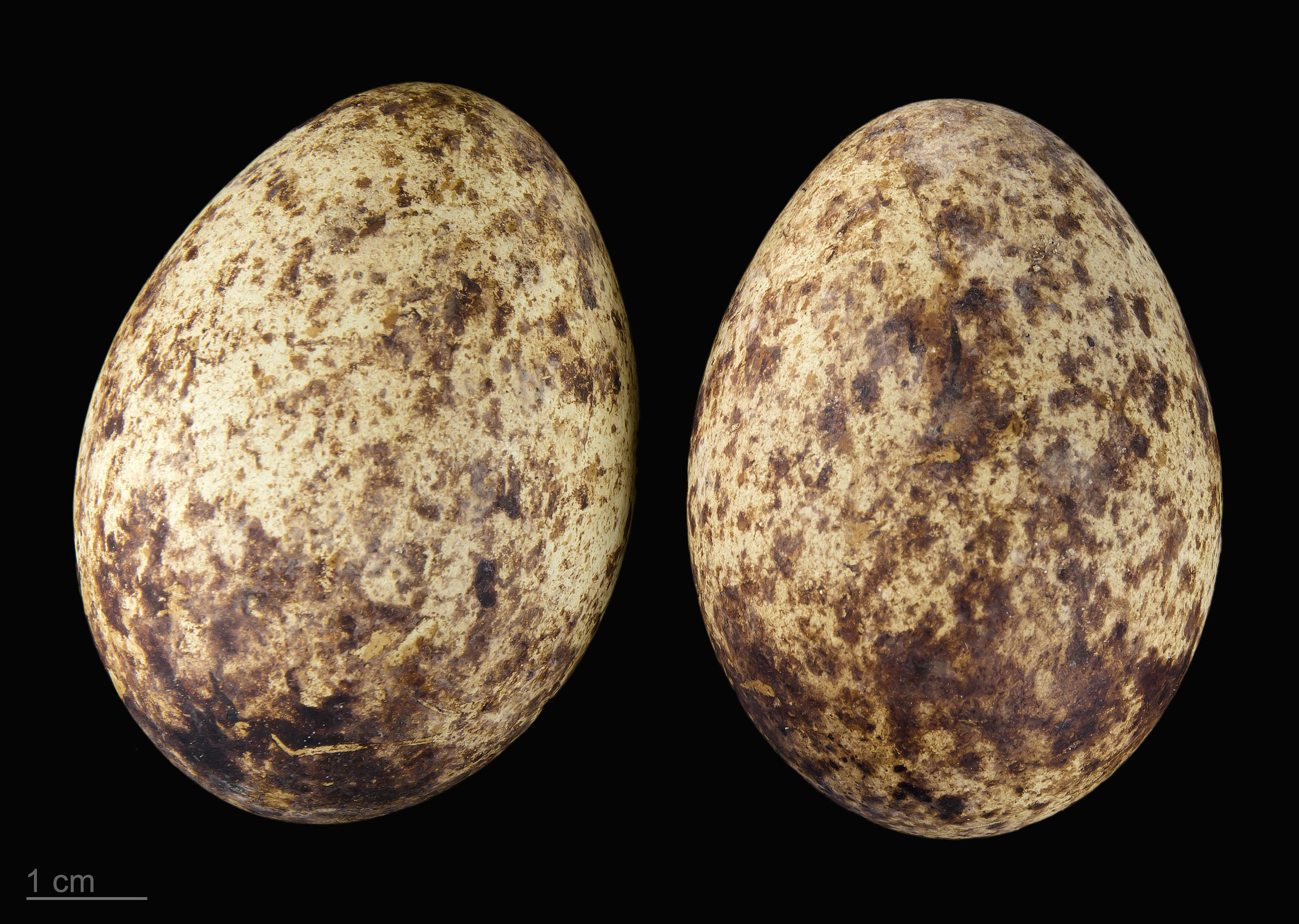
Яйца

## Размножение
Гнёзда строят из веток, травы и листьев на горизонтальных ветвях на деревьях, иногда также в кустах или на телеграфных мачтах. 2 или 3 яйца высиживаются от 25 до 28 дней. Молодые птицы становятся самостоятельными примерно через 49—50 дней.